# Ławeczka Mariana Pelczara w Gdańsku
Ławeczka Mariana Pelczara w Gdańsku – ławeczka pomnikowa upamiętniająca historyka dr. Mariana Pelczara, usytuowana przed budynkiem Biblioteki Gdańskiej PAN przy ul. Wałowej 15 w Gdańsku.  

## Opis
Pomysł upamiętnienia osoby Mariana Pelczara w formie ławeczki pomnikowej powstał pośród pracowników Biblioteki Gdańskiej PAN w 2016 roku. Postanowiono ogłosić konkurs, aby trwale upamiętnić jej pierwszego dyrektora. Decyzję o postawieniu pomnika podjęła 29 czerwca 2016 roku Rada Miasta Gdańska. Ogłoszenie konkursu rzeźbiarskiego na projekt pomnika, którego dokonał prezydent Gdańska Paweł Adamowicz, nastąpiło 2 grudnia 2016 roku. Podczas tego konkursu nie wyłoniono zwycięzcy i 26 kwietnia 2017 roku został ogłoszony kolejny konkurs. W dniu 23 czerwca 2017 roku komisja konkursowa wybrała projekt rzeźbiarza Adama Arabskiego, który został autorem pomnika. 
Pomnik odsłonięto 9 kwietnia 2018 roku. Odsłonięcia pomnika dokonała córka Mariana Pelczara, dr Maria Pelczar. Fundatorem ławeczki było miejskie przedsiębiorstwo komunikacyjne Gdańskie Autobusy i Tramwaje. 
Naturalnej wielkości rzeźba przedstawiająca postać siedzącego na betonowej ławeczce Mariana Pelczara została odlana z brązu. Na ławeczce widnieje napis: „DR MARIAN PELCZAR, pierwszy powojenny dyrektor Biblioteki Gdańskiej”.
Razem z odsłonięciem pomnika otwarto wystawę plenerową pt. „Oni byli pierwsi” przedstawiającą pierwszych gdańskich bibliotekarzy.